# جون جاكوب أبيل
جون جاكوب أبيل (بالإنجليزية: John Jacob Abel)‏ هو عالم أدوية وعالم كيمياء حيوية وطبيب أمريكي، ولد في 19 مايو 1857 في كليفلاند في الولايات المتحدة، وتوفي في 26 مايو 1938 في بالتيمور في الولايات المتحدة.

## وصلات خارجية
- جون جاكوب أبيل على موقع الموسوعة البريطانية (الإنجليزية)